# DN2D
DN2D este un drum național din România care leagă Focșaniul de Târgu Secuiesc, traversând munții Vrancei pe valea Putnei și se termină în DN11 la Tinoasa. Finalizat în luna noiembrie 2015, drumul  este asfaltat în totalitate, având marcaje, indicatoare și parapeți metalici.